# Valeriu Jereghi
Valeriu Jereghi (în rusă Валерий Исаевич Жереги; n. 19 octombrie 1948, Strășeni, RSS Moldovenească, URSS, actualmente în Republica Moldova) este un regizor de film și scenarist moldovean, primul Director al Centrului Național al Cinematografiei din Republica Moldova în perioada anilor 2016-2020.

## Biografie
Valeriu Jereghi s-a născut la data de 19 octombrie 1948, în orașul Strășeni din RSS Moldovenească (pe atunci în URSS, actualmente în Republica Moldova). Membru ULCT (1965-1978). A studiat la Facultatea de regie teatru dramatic a Institutului de Arte din Chișinău (1967-1970), la clasa lui Gh.I.Revo și, în paralel, la Facultatea de Regie a Institutului Unional de Cinematografie - VGIK (1969-1975), la clasa regizorului A.Zguridi.
Începând din anul 1975, după absolvirea VGIK, a fost angajat ca regizor la studioul cinematografic „Moldova-film”. A colaborat cu studiouri din Iugoslavia, România, Austria, Ungaria, Germania, Franța și Rusia. Din anul 1978 este membru al Uniunii Cineaștilor.
În anul 1990 a plecat la Moscova. Revine în Moldova în 2006 și fondează compania de film «PRIM-PLAN STUDIO» și «Agenția de Actori Valeriu Jereghi». A regizat și produs spectacolul cu elemente de film montat la Teatrul Național „Mihai Eminescu” din Chișinău În piele de șarpe de T.Williams, după piesa „Orfeu în infern” (2007).
Este autorul cărților Nuvele cinematografice ( Arhivat în 15 mai 2008, la Wayback Machine.) și „Amore e guerra (moartea necunoscută a unui soldat italian)”;  publică în revistele «Nistru», «Codrii», «Tinerimea Moldovei», «Ecranul și scena», «Arta cinematografiei», «Scenarii de filme», „Jurnal săptămânal la Europa Liberă”.

## Familia
- Tatăl: Isai Jereghi - profesor de limba și literatura moldovenească (româna cu alfabet rusesc) și membru fondator al școlii moldovenești în Strășeni
- Mama: Jereghi Dorina (născută Severin) - interpretă de muzică populară
- Sora: Galina Jereghi (Lungu) - jurnalist

Copii
- Jereghi Margarita (n. 1979) - biolog, genetician
- Jereghi Cristian (n. 1990)- student VGIK.
- Jereghi Emilia (n. 2009)

## Filmografie

### Regie
- 1972 În toamnă vom fi acasă
- 1975 Dimineața (film de diplomă VGIK)
- 1978 Cocostârcul (Moldova-film)
  - Diploma juriului Pentru o poezie totală și măiestrie în montaj, devenită o parabolă expresivă despre război și pace, tinerețe și bătrânețe, datorie și muncă la Festivalul Internațional al debututurilor în cinematografie la Festivalurile de film de la Manheim (Germania) și Tesalonic (Grecia)
- 1979 Vreau să cânt (Moldova-film)
- 1983 Ar fi avut o altă soartă (Moldova-film).
  - Premiul II la Festivalul Unional de filme de la Leningrad, Marele premiu la Festivalul unional al tinerilor cineaști, Premiul «Cocostârcul de argint», Premiului Comsomolului din Moldova "Boris Glăvan"
- 1985 Vânt sălbatic (Moldova-film, Iugoslavia, SUA).
- 1987 Iona (Moldova-film).
  - Premiul II la Festivalul Unional de film de la Tbilisi.
- 1990 Disidentul (Moldova-film, Austria, Ungaria).
- 1992 Și va fi (Rusia, România).
  - Marele premiu și premiul pentru cel mai bun rol feminin la Festivalul național de filme de la Costinești,
  - Premiul juriului Saint Raphael (Franța),
  - CANNES-93, SELECȚIE OFICIALĂ  «UN CERTAIN REGARD».
- 1993 Copii fără casă (studioul «TRI-TE».
  - Premiul "Viteazul de bronz" și Premiul Festivalului "Ordinea publică și societatea".
- 1994 Annegret și copii săi (Germania).
- 1995 Generația a treia (Franța).
- 1999 Moștenirea spirituală (Rusia).
- 2001 Regiunea Caluga (Rusia).
- 2002 Soroca — (Moldova).
- 2003 Regiunea Krasnodar. Orlionok (Rusia)
- 2003 Regiunea Colomenskoe» (Rusia, documentar)
- 2005 Pescărușul (regizor de montaj), regia Margarita Terehova
- 2006 Mirajul dragostei
- Premii: Premiul de simpatie al publicului la Festivalul Internațional de Film «Filmul nou. Sec. ХХI», Premiul pentru cea mai bună imagine și Premiul pentru cea mai bună scenografie .
- 2007 În piele de șarpe (spectacol teatral-televizat la Teatrul Național M.Eminescu, 2007).
- 2008 Arrivederci
  - Gran-prix al celui de-al XI-lea Forum Euroasiatic.
  - Festivalul internațional din Berdiansk a XII-a ediție: premiul special al juriului «Speranța festivalului» lui Ion Babenco pentru rolul central, Premiul pentru cea mai bună regie de film artistic, Premiul pentru cea mai bună imagine de film artistic[2]
  - Laureat al premiului de televiziune European ERASMUS EUROMEDIA AWARDS în nominalizarea "Pentru instituirea unui dialog intercultural, într-o Europă unită"
  - Festivalul internațional de filme din Salerno (Italia) - PREMIUL ABSOLUT la categoria de filme media-metraj
  - Festivalul internațional de filme pentru drepturile omului (Harkov, Ucraina)- PREMIU PENTRU CEA MAI BUNĂ REGIE
  - Festivalul internațional de filme «Кинотур» (Jitomir, Ucraina)GRAND-PRIX - PREMIU PENTRU CEA MAI BUNĂ IMAGINE
  - Festivalul internațional de filme televizate “KORONA KARPAT”(Truscaveț, Ucraina) - GRAND-PRIX
  - Festivalul internațional de filme “Algidus Art Film Festival” (Roma, Italia)- PREMIU SPECIAL AL JURIULUI
  - Festivalul internațional de filme “Dream Fest Cinema”-(Slatina, România)- DIPLOMA PENTRU EXCELENȚA CREAȚIEI CINEMATOGRAFICE
  - Festivalul internațional de filme “Identita Film Festival” (Roma, Italia) - PREMIUL I
  - Premiul “PREMIO ITALIA - 2011” (Roma, Italia)
  - DIPLOMA DE GRADUL ÎNTÎI DE LA GUVERNUL RM
  - Mitropolitul Moldovei ÎPS Vladimir a menționat filmul „ARRIVEDERCI” cu Ordinul Paisii Veliccovschii
- 2015 Milika, scurtmetraj artistic
- 2022 Contraforță, lungmetraj artistic
- 2022 Vanyusha, scurtmetraj artistic

### Scenariu
- 1972 — «În toamnă vom fi acasa» VGIK.
- 1975 — «Dimineața» (film de diplomă VGIK).
- 1978 — «Cocostârcul» (Moldova-film) mediametraj artistic
  - Premii: Diploma juriului Pentru o poezie totală și măiestrie în montaj, devenită o parabolă expresivă despre război și pace, tinerețe și bătrânețe, datorie și muncă la Festivalul Internațional al debuturilor în cinematografie la Festivalurile de film de la Manheim (Germania) și Tesalonic (Grecia)
- 1983 — «Ar fi avut o altă soartă» (Moldova-film) lungmetraj artistic .
  - Premii: Premiul II la Festivalul Unional de filme de la Leningrad, Marele premiu la Festivalul unional al tinerilor cineaști, Premiul «Cocostârcul de argint», Premiului Comsomolului din Moldova "Boris Glăvan"
- 1987 — «Iona» (Moldova-film) lungmetraj artistic.
  - Premii: Premiul II la Festivalul Unional de film de la Tbilisi.
- 1990 — «Disidentul» (Moldova-film, Austria, Ungaria) lungmetraj artistic.
- 1992 — «Și va fi» (Rusia, România) lungmetraj artistic.
  - Premii: Marele premiu și premiul pentru cel mai bun rol feminin la Festivalul național de filme de la Costinești
  - Premiul juriului Saint Raphael (Franța),
  - CANNES-93, SELECȚIE OFICIALĂ «UN CERTAIN REGARD».
- 1993 — «Copii fără casă» (studioul «TRI-TE») lungmetraj documentar
  - Premii: Premiul "Viteazul de bronz" și Premiul Festivalului "Ordinea publică și societatea".
- 1994 — «Annegret și copii săi» (Germania) lungmetraj documentar
- 1999 — «Moștenirea spirituală» (Rusia) lungmetraj documentar
- 2001 — «Regiunea Caluga» (Rusia) lungmetraj documentar
- 2002 — «Soroca» — (Moldova) lungmetraj documentar
- 2003 — «Regiunea Krasnodar. Orlionok» (Rusia) lungmetraj documentar
- 2003 — «Regiunea Colomenskoe» (Rusia) lungmetraj documentar.
- 2006 — «Mirajul dragostei» lungmetraj artistic.
  - Premii: Premiul de simpatie al publicului la Festivalul Internațional de Film «Filmul nou. Sec. ХХI», Premiul pentru cea mai bună imagine și Premiul pentru cea mai bună scenografie .

- 2013 — «OCCUPATION» (Ucraina)  lungmetraj artistic, în producție
- 2014 — „Cupidon”  lungmetraj artistic
- 2015 — „Trădătorul”  lungmetraj artistic
- 2015 — „MILIKA” (Franța, Moldova) scurtmetraj artistic
- 2022 — „CONTRAFORȚA”, (Moldova) lungmetraj artistic
- 2022 — „Vanyusha”, (Moldova) scurtmetraj artistic.

### Imagine
- 1993 — «Copii fără casă» (studioul «TRI-TE»).
  - Premii: Premiul "Viteazul de bronz" și Premiul Festivalului "Ordinea publică și societatea".
- 1994 — «Аннегрет и её дети» (Germania, documentar).
- 1995 — «Generația a treia» (Franța).
- 1999 — «Moștenirea spirituală» (Rusia).
- 2001 — «Regiunea Caluga» (Rusia).

1. 2002 — «Soroca» — (Moldova).

- 2003 — «Regiunea Krasnodar. Orlionok» (Rusia).
- 2003 — «Regiunea Colomenskoe» (Rusia, documentar).
- 2008 — «Arrivederci» Gran-prix al celui de-al XI-lea Forum Euroasiatic.

Festivalul internațional din Berdiansk a XII-a ediție: premiul special al juriului «Speranța festivalului» lui Ion Babenco pentru rolul central, Premiul pentru cea mai bună regie de film artistic, Premiul pentru cea mai buna imagine de film artistic. Laureat al premiului de televiziune European ERASMUS EUROMEDIA AWARDS în nominalizarea "Pentru instituirea unui dialog intercultural, într-o Europă unită".

### Actor
- 1967 — Seghei Lazo; regizor A.Gordon.
- 1974 — Mânia
- 1982 — Hotarul lui iunie
- 2004 — Regii anchetei ruse; regizor V.Oleinikov

### Regie teatru
- 2007 — «În piele de șarpe» (spectacol teatral-televizat la Teatrul Național M.Eminescu, 2007).

### Producător
- 2008 — «Arrivederci» Gran-prix al celui de-al XI-lea Forum Euroasiatic. Festivalul internațional din Berdiansk a XII-a ediție premiul special al juriului «Speranța festivalului »  Arhivat în 26 februarie 2010, la Wayback Machine. lui Ion Babenco pentru rolul central, Premiul pentru cea mai buna regie de film artistic  Arhivat în 26 februarie 2010, la Wayback Machine., Premiul pentru cea mai buna imagine de film artistic  Arhivat în 26 februarie 2010, la Wayback Machine.. Laureat al premiului de televiziune European ERASMUS EUROMEDIA AWARDS în nominalizarea "Pentru instituirea unui dialog intercultural, într-o Europă unită" [nefuncțională]
.

## Autor de carte
- «Nuvele cinematografice»
- «Amore e guerra - Dragoste și război (moartea necunoscută a unui soldat italian)»
- S-a publicat în revistele „Nistru”, „Codrii”,”Ecranul și scena”, „Arta cinematografiei”, „Scenarii de filme”.

## Mențiuni și titluri
- Maestru in Artă
- Artist al Poporului
- Ordinul Republicii[4]